# Posázaví

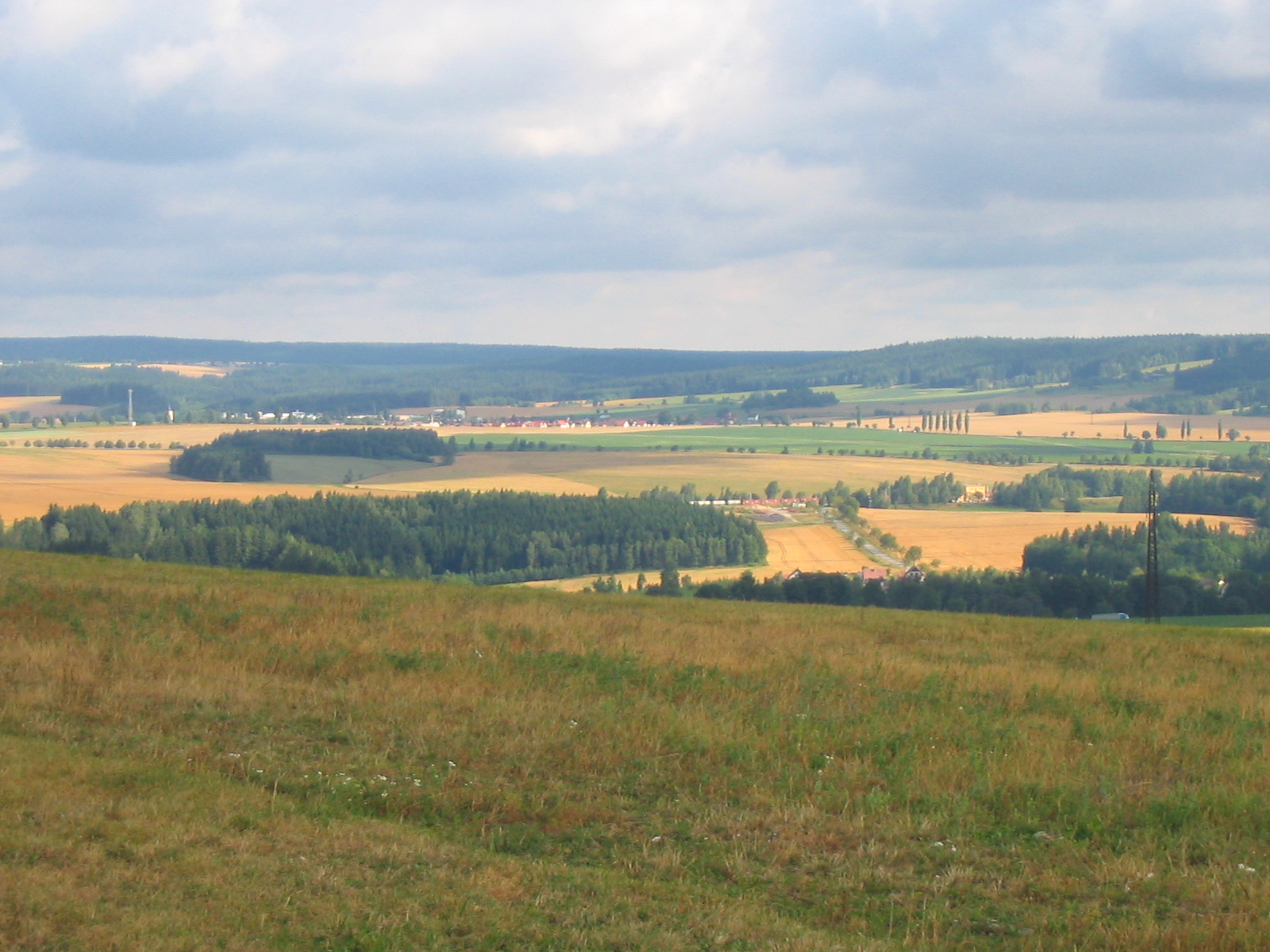
Horní Posázaví, typická krajina

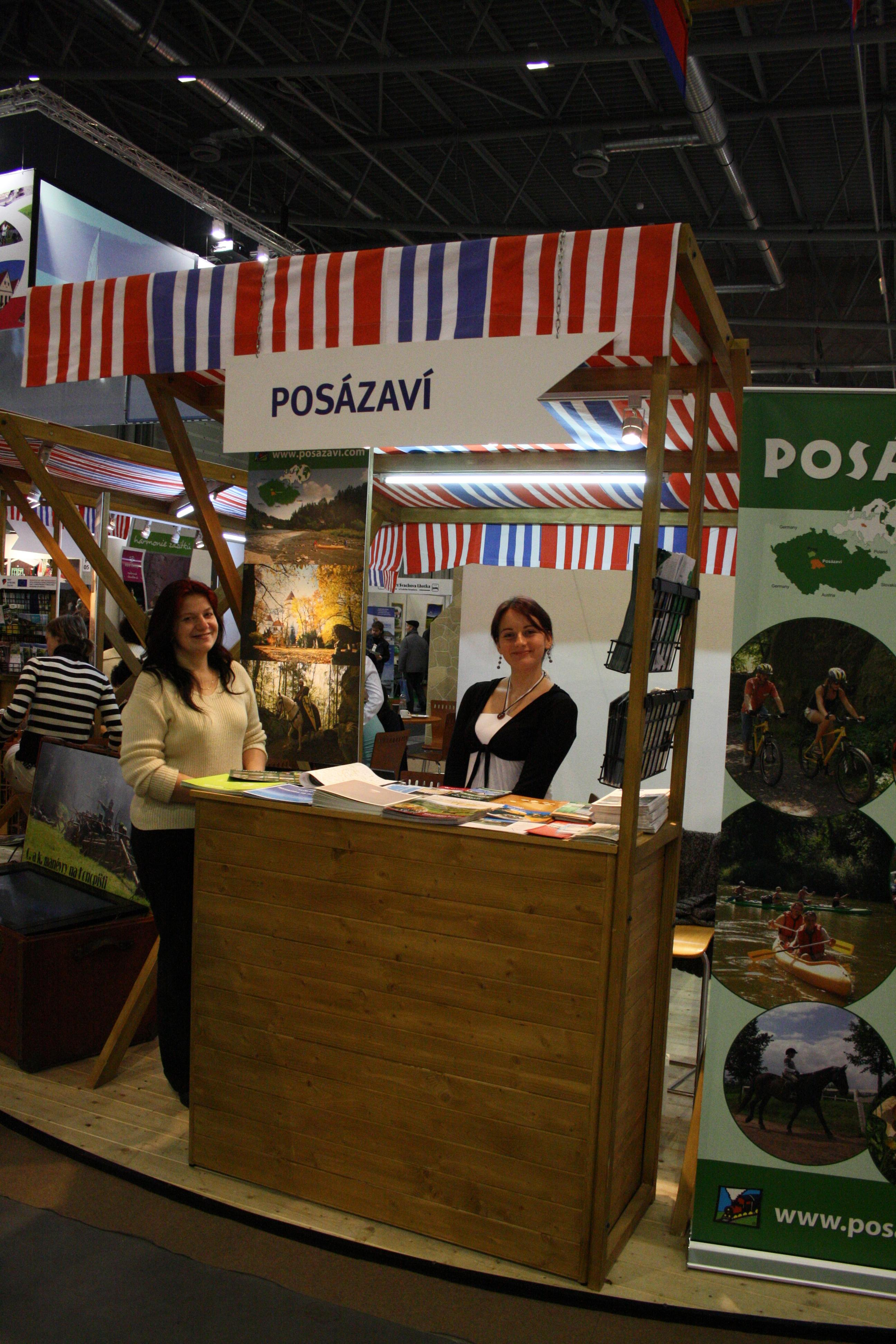
Prezentace Posázaví na Regiontouru 2010

Posázaví je český kulturní a turistický region podél toku řeky Sázavy. Je zhruba rozpůlen mezi kraje Vysočina (východní/horní část) a Středočeský (západní/dolní část), podobně pak geomorfologicky mezi Českomoravskou vrchovinu (Hornosázavská pahorkatina, Křižanovská vrchovina) a Středočeskou pahorkatinu (Vlašimská pahorkatina, Benešovská pahorkatina). Historicky leží prakticky celé Posázaví v Čechách, pouze malá část na nejhořejším toku Sázavy (Žďár nad Sázavou) je na Moravě.
Posázaví není přesně vymezeno, zejména vůči některým sousedním oblastem je jeho hranice velmi neostrá. Přibližně lze říci, že na západním konci sousedí se Středním Povltavím, na severozápadě s pražskou aglomerací, na severu s Polabím, na východě přechází ve Žďárské vrchy, na jihovýchodě v Horácko a ve střední části v Podblanicko, za nímž navazuje Česká Sibiř.

## Krajinný ráz
Krajina horního a dolního Posázaví se poněkud liší, v zásadě celá oblast má však ráz pahorkatiny, v níž řeka Sázava se svými přítoky meandruje stále hlouběji zaříznutým kaňonem. Oblast je vesměs venkovského charakteru, nepříliš industrializovaná, jen s menšími městy a městečky. Zejména v západní části blíže Prahy je velmi rozšířeno chataření v rozsáhlých chatových oblastech. Krajinný ráz oblasti je chráněn několika přírodními parky (Střed Čech, Hornopožárský les, Melechov).

## Turistika
Posázaví nabízí široké možnosti rekreačního, kulturního i sportovního vyžití. Okolí řeky i řeka samotná jsou hojně využívány především vodáky, cyklisty a pěšími turisty. Podél toku se nachází mnoho hradů, zámků a přírodních zajímavostí, které lákají turisty z celé České republiky. Dolní a střední částí Posázaví prochází malebná železniční trať tzv. Posázavského pacifiku, která hlavně na dolním toku Sázavy překonává terénní překážky několika tunely. K celému Posázaví se váže řada pověstí; většina se týká vzniku přírodních úkazů a bývají zpravidla strašidelné. dále se zde odehrává hra Kingdom Come: Deliverance.

### Vybrané turistické zajímavosti
- hrad Český Šternberk
- Číhošť
- městečko a zámek Kácov
- zámek Konopiště
- město a hrad Ledeč nad Sázavou
- zámek a vojenské muzeum Lešany
- Lipnice nad Sázavou
- Sázavský klášter
- soutěska Stvořidla
- město a zámek Světlá nad Sázavou
- město a hrad Týnec nad Sázavou
- zřícenina hradu Zlenice
- město, hrad a zámek Zruč nad Sázavou
- Želivský klášter
- hrad a zámek Rataje nad Sázavou
- zřícenina hradu Talmberk

## Posázaví v umění
Tématem Posázaví se zabýval například český fotograf Jan Reich ve své fotografické publikaci Posázaví z roku 1988.
Oblast měl v oblibě spisovatel Jaroslav Foglar, který její romantiku zobrazil v řadě svých děl, ačkoliv konkrétní lokality nikdy nejmenoval. Dnes už se však ví, že např. Sluneční zátoka z knihy Hoši od Bobří řeky se nacházela na řece Sázavě u Vilémovic.
Na Sázavě se odehrávají některé epizody z humoristických novel Zdeňka Šmída (Proč bychom se netopili).
Sázava a okolí se staly rovněž objektem zájmu filmařů, ať už přiznaně či jako bezejmenná řeka a místa, popřípadě pod jinými názvy:
- Arabela
- Anděl páně
- Archa pro Vojtu
- Ať žijí duchové!
- Kingdom Come: Deliverance
- Milenci v roce jedna
- Princ Bajaja
- Řeka
- Řeka čaruje
- Škola Na Výsluní
- Škola Pro život

Ve středověkém Posázaví se odehrává také počítačová hra Kingdom Come: Deliverance.